# RocKwiz
 (juillet 2019).
Si vous disposez d'ouvrages ou d'articles de référence ou si vous connaissez des sites web de qualité traitant du thème abordé ici, merci de compléter l'article en donnant les références utiles à sa vérifiabilité et en les liant à la section « Notes et références ».
RocKwiz est une émission télévisée australienne de quiz musical centrée sur le rock. Elle est diffusée par SBS depuis 2004.
L'émission est présentée par Julia Zemiro (Australienne d'origine française). Elle est assistée par le Kwiz Master (Brian Nankervis), le RocKwiz Orkestra (James Black – guitariste and organiste, (ex-Black Sorrows) – Mark Ferrie – bassiste (ex-Models, ex-Sacred Cowboys) – et Peter « Lucky » Luscombe – batteur, (ex-Black Sorrows)) ainsi que l'Human Scoreboard (panneau de score humain, Dugald McAndrew).
Les joueurs sont divisés en deux équipes, composées chacune de deux personnes du public qualifiées au cours de la semaine, et d'un musicien professionnel. Au moins l'un des deux musiciens est Australien. Parmi les invités, notons entre autres Chris Ballew le chanteur des Presidents of the United States of America. Il n'y a pas de prix pour le vainqueur et le jeu se passe dans une ambiance bon enfant. Les questions sont cependant pointues.
L'émission est enregistrée au St Kilda's Esplanade Hotel, à Melbourne. Elle est diffusée le samedi soir, sur SBS à 21 h 15.